# Яннік Джало
Яннік Джало (порт. Yannick Djaló, нар. 5 травня 1986, Бісау) — португальський футболіст, що грав на позиції нападника.
Виступав, зокрема, за клуби «Спортінг» та «Бенфіка», а також національну збірну Португалії.
Дворазовий володар Кубка Португалії. Дворазовий володар Суперкубка Португалії.

## Клубна кар'єра
Народився 5 травня 1986 року в місті Бісау. Вихованець футбольної школи клубу «Спортінг».
У дорослому футболі дебютував 2005 року виступами за команду «Каза Піа», в якій провів один сезон, взявши участь у 26 матчах чемпіонату. 
Своєю грою за цю команду привернув увагу представників тренерського штабу клубу «Спортінг», до складу якого приєднався 2006 року. Відіграв за лісабонський клуб наступні п'ять сезонів своєї ігрової кар'єри. За цей час двічі виборював титул володаря Кубка Португалії, ставав володарем Суперкубка Португалії (також двічі).
У 2012 році уклав контракт з клубом «Бенфіка», у складі якого провів наступні чотири роки своєї кар'єри гравця. 
Згодом з 2012 по 2018 рік грав у складі команд «Тулуза», «Сан-Хосе Ерзквейкс», «Мордовія», «Ратчабурі» та «Віторія» (Сетубал).
Завершив ігрову кар'єру у команді «Ратчабурі», у складі якої вже виступав раніше, де грав протягом 2018 року.

## Виступи за збірні
У 2005 році дебютував у складі юнацької збірної Португалії (U-19), загалом на юнацькому рівні взяв участь у 9 іграх, відзначившись одним забитим голом.
Протягом 2006–2009 років залучався до складу молодіжної збірної Португалії. На молодіжному рівні зіграв в 11 офіційних матчах, забив 1 гол.
У 2010 році дебютував в офіційних матчах у складі національної збірної Португалії.
Загалом протягом кар'єри в національній команді, яка тривала 1 рік, провів у її формі 1 матч.

## Титули і досягнення
- Володар Кубка Португалії (2):

«Спортінг»: 2006-2007, 2007-2008
- Володар Суперкубка Португалії (2):

«Спортінг»: 2007, 2008